# Hockeria punctigera
Hockeria punctigera är en stekelart som först beskrevs av Fabricius 1804.  Hockeria punctigera ingår i släktet Hockeria och familjen bredlårsteklar. Inga underarter finns listade i Catalogue of Life.